# Айнинський район
Айнинський район (тадж. Ноҳияи Айнӣ) — адміністративна одиниця другого порядку в складі Согдійської області Таджикистану. Центр — кишлак Айні, розташований за 177 км від Худжанда.

## Географія

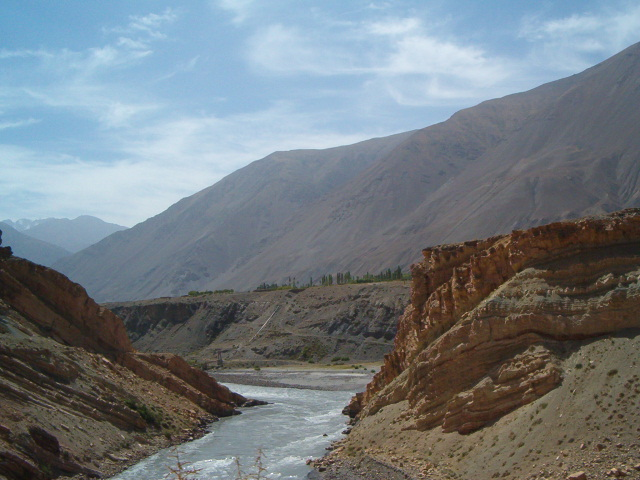
Річка Зеравшан в Айнинському районі

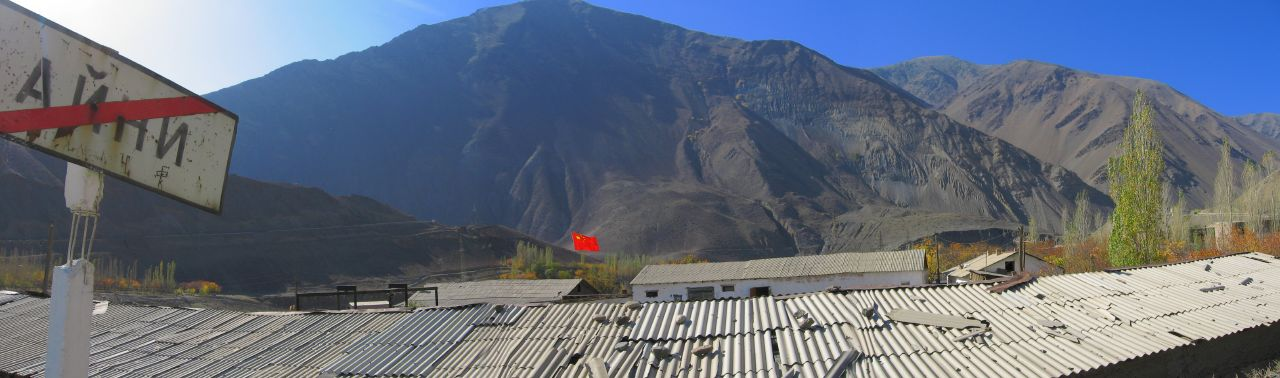
Гори поблизу Айні

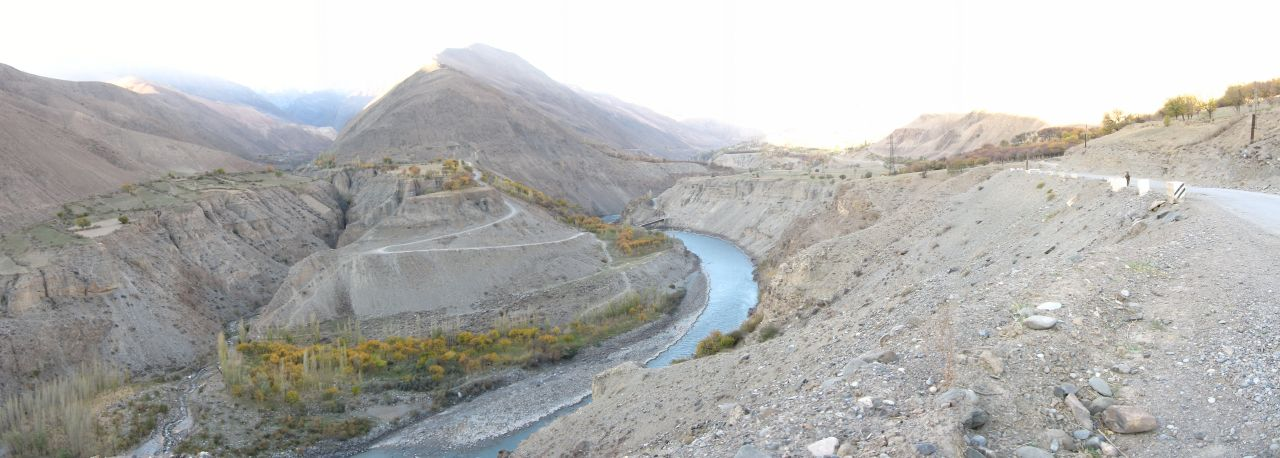
Гірський пейзаж

Район розташований у долині річки Зеравшану. На півночі межує з Шахрістанським та Деваштіцьким, на заході — з Пенджикентським, на сході — з Гірсько-Матчинським районами Согдійської області, на півдні — з Шахрінавським, Варзобським, Вахдатським та Раштським районами і Гісаром. На півночі та південному заході має кордон з Узбекистаном.

## Адміністративний поділ
Адміністративно район поділяється на 7 джамоатів та 1 смт (Зеравшан):
| Айнинська нохія (2002) |           |                |
| Джамоат                | Населення | Центр          |
| Айнинський джамоат     | 14713     | кишлак Айні    |
| Анзобський джамоат     | 6820      | кишлак Анзоб   |
| Дардарський джамоат    | 8120      | кишлак Дардар  |
| Фандарійський джамоат  | 8132      | кишлак Діжик   |
| Рарзький джамоат       | 11591     | кишлак Рарз    |
| Шамтуцький джамоат     | 6106      | кишлак Шамтуч  |
| Урметанський джамоат   | 20747     | кишлак Урметан |

## Історія
Нохія утворена 23 листопада 1930 року як Фальгарський район в складі Ленінабадської області Таджицької РСР. Сучасна назва на честь Садріддіна Айні з 1978 року.